# Banque centrale du Brésil
La Banque centrale du Brésil (en portugais : Banco Central do Brasil) est la banque centrale de la république fédérative du Brésil.

## Historique
Avant la création de la Banque centrale, les fonctions bancaires de l'État brésilien sont exercées par la Banque du Brésil, cependant que l'émission du papier-monnaie appartient au Trésor national. En 1945, un décret institue la Surintendance de la monnaie et du crédit (SUMOC) chargée d'assurer le contrôle monétaire et préparer la création d'une banque centrale. Enfin la Banque centrale du Brésil est créée par une loi du 31 décembre 1964. En février 2021, la banque centrale s'affranchit de la tutelle de l'Etat brésilien, à la suite de l'adoption au Congrès de la loi sur l'autonomie. Les directeurs et président de l'institution sont désormais protégés par des mandats d'une durée de quatre ans.
En septembre 2019, la Banque centrale du Brésil a annoncé le lancement en 2020 d'un système de paiement instantané basé sur la blockchain, baptisé plus tard « Pix », un terme combinant trois concepts : technologie, transactions financières et pixel (ce dernier étant une unité de représentation visuelle).
Bien qu'annoncé comme utilisant la blockchain, PIX a été lancé sans elle. Selon la Banque centrale, PIX utilise une structure centralisée permettant la communication entre les institutions participantes et elle-même par messagerie, une technologie utilisée pour intégrer différents systèmes.
Le système PIX a été lancé le 5 octobre de la même année (uniquement pour l'enregistrement des clés) et est pleinement opérationnel depuis le 16 novembre 2020.

### Indépendance de la Banque centrale
Le 3 novembre 2020, le projet de loi sur l'indépendance de la Banque centrale a été adopté par le Sénat par 56 voix contre 12,.
Le 10 février 2021, la Chambre des députés l'a approuvé sans modification par 339 voix pour et 114 voix contre, donnant ainsi naissance à la loi fédérale complémentaire n° 179 du 24 février 2021,.
Avec la loi fédérale complémentaire n° 179 du 24 février 2021, la Banque centrale est devenue autonome et s'est dotée d'une nouvelle structure organisationnelle,.

## Présidents
Le Brésil a eu 28 présidents de banque centrale au cours de son histoire; les plus récents sont énumérés ci-dessous:
| Nom                 | Début            | Fin              | Notes   |
| ------------------- | ---------------- | ---------------- | ------- |
| Pedro Malan         | septembre 1993   | 31 décembre 1994 |         |
| Gustavo Franco      | 31 décembre 1994 | 11 janvier 1995  | intérim |
| Pérsio Arida        | 11 janvier 1995  | 13 juin 1995     |         |
| Gustavo Laboissière | 13 juin 1995     | 20 août 1997     |         |
| Gustavo Franco      | 20 août 1997     | 4 mars 1999      |         |
| Arminio Fraga       | 4 mars 1999      | 31 décembre 2002 |         |
| Henrique Meirelles  | 1er janvier 2003 | 31 décembre 2010 |         |
| Alexandre Tombini   | 1er janvier 2011 | 9 juin 2016      |         |
| Ilan Goldfajn       | 9 juin 2016      | 28 février 2019  |         |
| Roberto Campos Neto | 28 février 2019  | 31 décembre 2024 |         |
| Gabriel Galípolo    | 1er janvier 2025 | en cours         |         |